# Liceul „Grigore Moisil” din Timișoara
Liceul Teoretic „Grigore Moisil” (numit în cinstea lui Grigore C. Moisil) din Timișoara este un liceu teoretic, cu profil real, înființat în anul 1971. În anul 2020 era cel mai bun liceu din Timișoara și totodată printre cele mai reputate școli din România. Este situat pe strada Ghirlandei nr. 4. În liceu învață un număr de 550 de elevi în 14 săli de clasă, un laborator de fizică, unul de chimie și patru laboratoare de informatică.

## Istoric
În 1969, când informatica abia începuse să se dezvolte, s-a luat hotărârea să se înființeze liceele de informatică. Astfel, în 1971 au luat ființă primele 5 licee de informatică din Timișoara, București, Cluj, Iași și Brașov, sub denumirea de „Licee pentru prelucrarea automată a datelor”. Pe parcurs, liceul a fost dotat cu aparatură electronică simplă cum ar fi mașini de calcul de birou. Până în 1978 liceul nu a avut un calculator pe care să-l utilizeze, toate lucrările și instruirea elevilor s-au făcut pe calculatorul de la centrul de calcul. În 1978 liceul a fost dotat prin transfer de la centrul de calcul cu un Felix C256, pe care s-a lucrat până în 1984. În toată această perioadă s-a aflat sub coordonarea directă a Institutului Central de Informatică (ICI) din București. După anul 1985, ICI se desființează și liceul trece sub coordonarea Industriei Electrotehnice, care introduce clase și laboratoare de electrotehnică ce au funcționat până în 1989. Din 1990 toate clasele de electrotehnică se desființează și se revine la clasele cu profil informatică, dându-i-se denumirea de Liceul de Informatică, ca mai apoi, în 1992, să devină Liceul de Informatică „Grigore Moisil”. Începând din anul 1992, liceul a fost dotat prin donații cu primele calculatoare personale tip IBM din Franța și mai apoi cu o rețea din partea Ministerului Educației și Cercetării. În 2001 liceul a fost dotat cu o rețea de 30 de calculatoare Pentium din Franța iar mai apoi, în 2003, cu 25 de calculatoare Pentium 4.